# Abdelhadi Tazi
Pour les articles homonymes, voir Tazi.
 (novembre 2014).
Abdelhadi Tazi est un historien et écrivain marocain, né le 15 juin 1921 à Fès est mort le 2 avril 2015  à Rabat au Maroc. Il fut ambassadeur du Maroc dans de nombreux pays et est membre de l'Académie du royaume du Maroc.

## Biographie
Abdelhadi Tazi grandit à Fès. Après avoir appris le Coran à l'école coranique, il s'inscrit à l'école nationale, dirigée par Bouchta Jamaï. C'est dans cette dernière qu'il épouse ses convictions nationalistes. Il est écroué la première fois en 1936, à 15 ans, pour avoir participé à des manifestations de protestation contre l'arrestation des trois leaders nationaux, Allal El Fassi, Mohamed Hassan El Ouazzani et Mohamed Lyazidi. Il est emprisonné par la suite à deux reprises pour avoir revendiqué l'indépendance du Maroc en 1938 et 1944. Il est diplômé de l'université Al Quaraouiyine, où il est major de sa promotion. En 1946, lors de la remise des diplômes, le général Alphonse Juin arrive à Fès, et demande à voir les nouveaux oulémas. Il menace alors Abdelhadi Tazi en ces termes :

« Comprend bien une chose, avant l'arrivée de la France, les lauréats d'Al Qaraouiyine n'avaient leurs diplômes qu'à un âge très avancé. Grâce à la France, des hommes de la fleur de l'âge ont pu devenir des oulémas. Je te demande donc de t'occuper de ce qui te regarde et de ne pas t'immiscer dans la politique »

Ayant eu échos de ce qui s'était passé, le roi Mohammed V l'invite à assister à la cérémonie qu'il a organisé le lendemain en l'honneur du prince Moulay Hassan, qui venait de décrocher son baccalauréat. Le roi l'intégre alors à la Quaraouiyine pour enseigner, mais les Français refusent sous prétexte qu'il n'a pas encore la maturité requise pour ce genre de mission. Pour faire pression sur lui, ils le privent de salaire pendant deux ans. Initiée par Allal El Fassi, la création d'une annexe à l'université destinée aux filles est refusée par les Français de manière ferme. Allal El Fassi insiste, et en 1948, il profite de la visite du roi Mohammed V à Fès pour l'inviter à inaugurer les classes pour filles, où le professeur Tazi enseigne.
Abdelhadi Tazi fut ambassadeur du Maroc en Libye, en Irak, en Iran et aux Émirats arabes unis. Il est le fondateur du club des diplomates marocains. Il fut le conseiller de Hassan II et de Mohammed VI.   

## Distinction
- Ordre d’Al Rafidain (en) (1968)
- Membre de l'Académie du royaume du Maroc[3]